# Zebrasoma velifer
Espèce
Zebrasoma velifer (parfois veliferum) est un poisson-chirurgien de la famille des Acanthuridae. En français, il est nommé Chirurgien à voile ou Chirurgien voilier en raison de ses nageoires dorsale et anale bien développées, qui ressemblent à des voiles, notamment chez les juvéniles. Il habite principalement l’océan Pacifique.

## Description
Chez les individus adultes, le corps présente une alternance de larges bandes brun sombre et d’étroites barres blanchâtres parcourues de lignes jaunes plus fines. Une barre noire traverse également l’œil. La tête ainsi que le ventre sont marqués de petites taches jaunes. La nageoire caudale est jaune et pourvue d’une étroite marge bleuâtre.
Il n’existe pas, à proprement parler de dimorphisme sexuel, mais les femelles atteignent une taille légèrement supérieure à celle des mâles. Dans la nature, la longueur varie entre 30 et 40 cm au maximum. Le chirurgien à voile possède un moins grand nombre de dents pharyngées que les autres membres du genre Zebrasoma, mais celles-ci sont plus grandes. Contrairement à certains poissons chirurgiens, Zebrasoma velifer n’est pas venimeux.

## Galerie

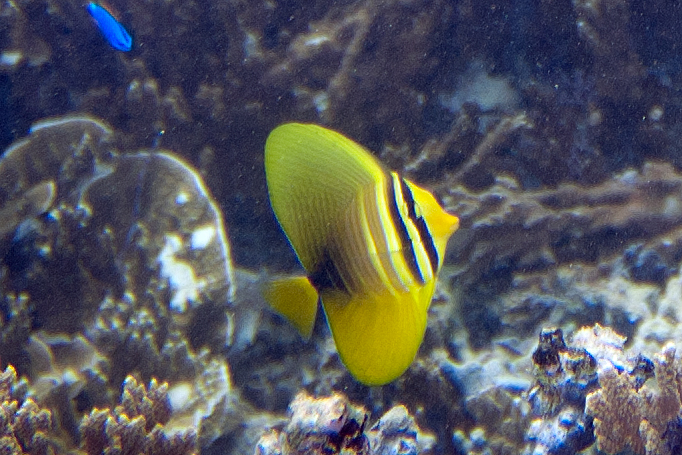
Juvénile.
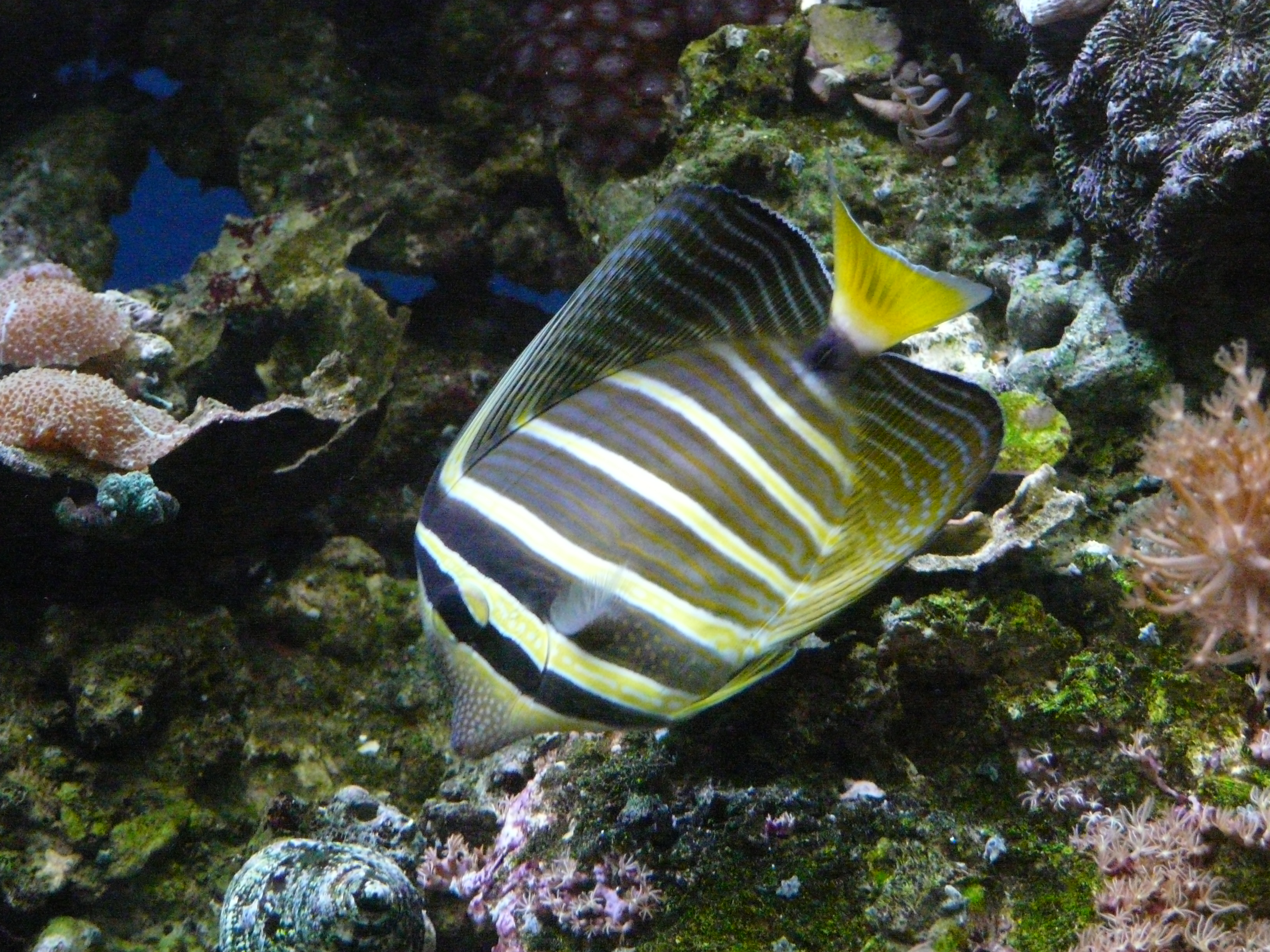

## Répartition
On rencontre ce Chirurgien à voile dans l'océan Pacifique, où il est observé de l’Indonésie jusqu’aux archipels Hawaï et Tuamotu. Au nord, il atteint le sud du Japon et, au sud, la pointe méridionale de la Grande Barrière de Corail, la Nouvelle-Calédonie et l’île Rapa. Une population s’est également établie le long des côtes de la Floride subtropicale, après la libération dans la nature d’individus maintenus en aquarium.
Dans la majeure partie de l’océan Indien, Zebrasoma velifer est remplacé par Zebrasoma desjardinii, espèce fort proche que certains spécialistes considèrent comme une variété du Chirurgien à voile. Quoi qu'il en soit, ils se distinguent assez aisément car, chez Z. desjardini, les bandes zébrant le corps du juvénile se dissolvent en rangées de taches à peine visibles chez l'adulte. Chez Z. velifer, au contraire, ces bandes perdurent pendant toute la vie.

## Habitat
Le Chirurgien à voile habite les récifs coralliens et les lagons, généralement entre 1 et 30 mètres de profondeur.

## Comportement
Zebrasoma velifer vit en solitaire ou en couples. Il fréquente notamment les herbiers, où il recherche sa nourriture, essentiellement végétale. Les juvéniles apprécient les eaux peu profondes, parfois troubles, où ils s’abritent parmi les rochers et les branches des coraux, en particulier ceux du genre Acropora. Lorsqu’il est menacé, ce poisson chirurgien déploie ses grandes nageoires ventrale et dorsale.

## Nourriture
Plancton et algues.

## Reproduction
Mal connue. Des individus ont cependant été observés en train de frayer en mer.

## Vie en aquarium
Jadis très prisé des aquariophiles, qui l’importaient d’Indonésie et des Philippines, le Chirurgien à voile est aujourd’hui passé de mode. Il s’agit pourtant d’une espèce s’adaptant facilement à la vie en aquarium, surtout lorsqu’elle est jeune. Sa croissance est rapide, pourvu qu’on lui fournisse une alimentation adéquate. Nageant activement, elle aura besoin de beaucoup d’espace. Un bassin de 1 000 litres, pourvu d’un bon système de filtration et de nombreuses cachettes, semble constituer l’idéal. Dans ces conditions, les poissons peuvent vivre de nombreuses années.
Cependant, de nature solitaire et plutôt agressive, le Chirurgien à voile risque de cohabiter difficilement avec les membres de sa propre espèce. De même, une fois adapté à l’aquarium, il se peut qu’il tolère mal les nouveaux arrivants. On le nourrira au moyen d’algues, de laitue pochée, de caulerpe et de nourriture séchée. Il peut vivre entre 8 et 15 ans